# Podatkovno pomanjkljiva vrsta
Podatkovno pomanjkljiva vrsta (DD) je tista, ki jo je Svetovna zveza za ohranjanje narave (IUCN) kategorizirala kot vrsto, za katero ni dovolj informacij za oceno njenega stanja ohranjenosti. To ne pomeni vedno, da vrsta ni bila raziskana, ampak običajno kaže, da so podatki o njeni številčnosti in razširjenosti zelo omejeni ali celo manjkajo. Lahko pa tudi nakazuje na negotovost glede taksonomske klasifikacije organizma; IUCN na primer klasificira orko kot »podatkovno pomanjkljivo« zaradi verjetnosti, ker obstaja možnost, da gre za dve ali več ločenih vrst kitov.
IUCN priporoča previdnost pri označevanju vrst kot »podatkovno pomanjkljivih«, saj lahko odsotnost podatkov nakazuje na zelo nizko številčnost vrste: »Če obstaja sum, da je obseg taksona razmeroma omejen ali je od zadnjega zabeleženega opažanja minilo veliko časa, je status ogroženosti morda upravičen«